# Battle Isle 2
Battle Isle 2 (Battle Isle 2200 in Nordamerika) ist ein rundenbasiertes Strategiespiel, das von BlueByte entwickelt und 1994 für MS-DOS erschien. Es ist der Nachfolger zu Battle Isle. Zunächst erschien eine Version für CD-ROM, später wurde eine Diskettenversion nachgereicht, die auf Sprache und Animation verzichtet. Zu dem Spiel erschien ein Roman Battle Isle Saga: Eine Welt im Aufbruch. Mit der Battle Isle 2 Scenery CD: Das Erbe des Titan (international Titan's Legacy) erschien eine Computerspiel-Erweiterung. Mit Battle Isle 3: Schatten des Imperators existiert ein direkter Nachfolger. Im Jahr 2000 erschien es erneut in Form einer Computerspielsammlung Battle Isle: Platinum. Diese wurde auf GOG.com digital wiederveröffentlicht.

## Handlung
Auf dem Planeten Chromos wurde dem Computersystem Titan die Überwachung aller wichtigen Bereiche übertragen. Nachdem Rebellen einen Computervirus eingeschleust hatten, wertete das System dies als Angriff auf sich und mobilisierte alle Kampfroboter und Fahrzeuge. Die vor der Vernichtung stehende drullische Bevölkerung verschleppt daher ein strategisches Genie von Erde, da alle Offiziere aufgerieben wurden.

## Spielprinzip
Der Spieler übernimmt das Kommando über eine Armee und schiebt verschiedene Truppengattungen auf einem Sechseckraster. Einheiten haben unterschiedliche Fähigkeiten. Wichtig ist neben der Stärke auch das Terrain, auf dem Einheiten positioniert sind. Logistik ist ein weiterer Faktor, da Einheiten im Gefecht aufgetankt und aufmunitioniert werden müssen. Feindliche Truppen müssen erst aufgeklärt werden. Zudem ändert sich das Wetter, das durch eine Wettervorhersage prognostiziert werden kann. Einheiten sammeln Erfahrung und werden innerhalb der Kampagne in die nächste Mission übernommen. Gewässer können zeitweise zugefroren sein. Straßen und Schienennetze beschleunigen die Verlegung. In Ausbildungslagern können gegen Energie neue Truppen rekrutiert werden.

## Rezeption
Das Spiel sei unheimlich fesselnd. An die Maussteuerung gewöhne man sich schnell. Durch das Science-Fiction-Szenario vermeide man geschmacklose Anklänge realer Kriege. Die Animation der Schlachten und Einheiten sei gelungen. Es handele sich um einen Meilenstein. Der Computergegner agiere geschickt. Die verdeckte Karte und wechselnde Wetterverhältnisse sorgen für zusätzliche Spannung. Man habe die Komplexität erhöht, ohne die Spielbarkeit zu erschweren. Der vergrößerte Bildschirmausschnitt sorge für mehr Übersicht. Der Mehrspielermodus beinhalte lange Wartezeiten, wenn der andere Spieler an der Reihe ist. Ein Karteneditor fehle. Die Handlung sei Jugendroman-haft und unglaubwürdig. Die abschaltbaren 3D-Animationen haben keinerlei Spielfunktion. Ihr Fehlen auf der Diskettenversion sei kein Nachteil. Die Version für die Diskette sei etwas schneller, da alles auf der Festplatte installiert werde. Grafik und Geräuschkulisse seien außergewöhnlich gut. Es übertreffe den ersten Teil und Ableger Historyline: 1914–1918 in allen Belangen. Trotz der futuristischen Welt bleiben die Einheiten gut lesbar. Es sei ein spannendes Knobelspiel mit KI-Schwächen.